# Собор Божией Матери Неустанной Помощи
Собор Божией Матери Неустанной Помощи (лат. Cathedrali Mater Dei Strenuissimum Auxilium) — католический собор в городе Астана — столице Республики Казахстан.
Относится к Астанинскому деканату Архиепархии Святой Марии в Астане Католической церкви.
Архиепископ — Томаш Бернард Пэта, член Конгрегации по делам духовенства Католической церкви

## История
Кафедральный собор «Матери Божией Неустанной Помощи» был возведён в Астане в 1998 году.
История прихода началась 1930-е годы, когда в Казахстан были депортированы жители западных районов Украины, Белоруссии и Поволжья. До 1958 года верующие собирались подпольно. В 1978 году приход был зарегистрирован, тогда же был освящён молитвенный дом, купленный на собранные прихожанами деньги. В 1994 году епископ Павел Ленга дал благословение на строительство нового храма. В 1999 году представитель Святейшего Отца Иоанна Павла II Кардинал Йоахим Майснер в присутствии Апостольского Нунция Архиепископа Мариана Олеся, епископа Яна Павла Ленга и представителей республиканских и городских властей освятил новопостроенный храм Матери Божией Неустанной Помощи.
Краеугольный камень при строительстве храма освятил Папа Римский Иоанн Павел II 23 сентября 2001 года во время своего визита в Казахстан. Возведённый собор был освящён представителем Папы Римского в России, Архиепископом Антонио Меннини, 25 июня 2006 года практически сразу после окончания строительных работ.